# 摩砂雪
摩砂雪（日语：／ Masayuki，1961年1月3日—），本名“山口正幸”，是日本一名動畫師、劇場導演和影像創作者。他出生於日本的長野縣，目前是日本動畫製作公司凱樂股份有限公司的顧問。摩砂雪在早年也曾以夷倭世、摩砂一、沙那芭美智等筆名參與創作。

## 人物簡介
摩砂雪在高中時期立志從事影像工作時，受到宮崎駿執導《未來少年柯南》的影響，因而投身於動畫領域。自東京設計師學院動畫科畢業後，他加入作畫工作室巨人工作室。在累積了多部電視動畫的作畫經驗後，自1987年上映的劇場動畫《王立宇宙軍～歐尼亞米斯之翼～》起，他開始參與GAINAX公司的作品製作，並負責《冒險少女娜汀亞》的演出和作畫監督。在引發社會熱潮的《新世紀福音戰士》中，他與鶴卷和哉一同擔任副導演並身兼多職。
除了GAINAX的作品，他也負責了《帝都物語》、《超時空要塞Plus》等作品的角色設計和作畫監督等職位。在經歷巨人工作室、GAINAX後，他成為自由職業者。他擅長廣角透視作畫、畫面設計和影像編輯，近年來作為庵野秀明的得力助手也參與了《新哥斯拉》等真人電影作品的製作。目前，他在庵野秀明創立的動畫工作室Khara擔任顧問(相談役)。
在《冒險少女娜汀亞》的製作過程中，他結識了薩川昭夫，兩人因都喜愛岡本喜八和黑澤明的作品而相談甚歡並建立了深厚的友誼。在工作中，薩川昭夫曾對摩砂雪表示：「摩砂雪你想做的是這個吧？」並採用了「在一個又一個鏡頭之間插入剪輯鏡頭」這種在動畫中並不常見的剪輯手法，這使摩砂雪對視頻編輯產生了濃厚興趣。恰好在那段時間，他遇到了製作現場的實際問題：「無論在分鏡稿中寫下多少演出意圖或動作指示，如果剪輯師無法理解，就會導致節奏錯亂，即使單個鏡頭製作精良，但作為整體影像，卻毫無趣味，缺乏笑點、感動和魄力。」因此，在《新世紀福音戰士》製作初期，他向電影剪輯師學習剪輯直至製作後期。工作室中聚集了普通動畫工作室不常見的設備，一間房間變成了剪輯室，摩砂雪、庵野秀明和鶴卷和哉三人就在那裡拼接膠片。從那時起，他開始「厭倦了為作品繪製作畫和分鏡稿」，並沉迷於以剪輯為主的演出工作，認為「如果能將他人的作畫、家用數碼攝影機拍攝的影像等各種素材進行剪切和拼接，就能做出更有趣的作品。」
在執導《新世紀福音戰士劇場版：死與新生》中「DEATH」篇的製作時，儘管工作尚未完成，他卻沉溺於海邊遊玩，這使得總導演庵野秀明勃然大怒。因此在續集《新世紀福音戰士劇場版：Air/真心為你》中將他的被標註為「視覺水景師（ビジュアルウォーターアーチスト）」。儘管如此，兩人的關係依然深厚，據說庵野秀明的婚禮錄影帶有超過1000個鏡頭，而摩砂雪則花了半年時間進行剪輯。據稱，在GAINAX時期，每當他與庵野秀明在工作室裡沒完沒了地聊些無聊的話題時，總會遭到赤井孝美的訓斥。

## 參與作品

### 電視動畫
| 作品名稱                    | 職務 |
| --------------------------- | --- |
| 虎太郎                      | 動畫師 |
| 新·一隻青蛙真奇怪           | 原畫 |
| 戰國魔神豪將軍              | 原畫 |
| 超能小寶寶                  | 原畫 |
| 戰鬥裝甲Xabungle            | 原畫 |
| 腦波子                      | 原畫 |
| 魔境傳説                    | 原畫 |
| 小金毛                      | 原畫（37話·43話） |
| 猿飛小忍者                  | 作畫監督（61話·68話） / 原畫（9話·14話·19話·25話·26話·29話·36話·40話·46話·52話·57話·61話·64話·68話）                                                      |
| 藍寶                        | 作畫監督（4話·6話·9話·10話·14話·18話） / 原畫（1話） |
| 北斗神拳                    | 原畫（56話） |
| 霹靂貓(日美合作)            | 片頭原畫 |
| 橙路                        | 原畫 |
| 森林好小子                  | 作畫監督（5話·11話·14話·19話） / 片頭原畫 |
| 冒險少女娜汀亞              | 分鏡製作（3話·13話·20話·28話·29話·33話·36話） / 現場導演（3話·38話） / 作畫監督（17話） / 原畫（30話·34話）                                               |
| 小討厭                      | 分鏡製作（121話） |
| 新世紀福音戰士              | 副導演 / 分鏡製作（1話·2話·6話·11話·12話·19話·24話·26話） / 現場導演（19話·24話·26話） / 作畫監督（24話） / 原畫（2話·9話·19話·24話·26話） / 片尾動畫製作 |
| 妖精狩獵者                  | 片頭原畫 |
| 徽章戰士                    | 分鏡製作（13話） |
| 他和她的事情                | 原畫（25話） / 片尾攝影協助 |
| 此時此刻的我                | 原畫（1話） |
| 阿倍野橋魔法商店街          | 原畫（7話·12話） |
| 啪啦啪啦啪                  | 片頭劇情攝影 |
| 小公主優希                  | 分鏡製作（23話） |
| 魔力女管家                  | 片頭原畫 |
| 辣妹當家                    | 片頭原畫 |
| IGPX：不朽大獎賽            | 分鏡製作（23話） |
| 西方善魔女                  | 分鏡製作（13話） |
| 天元突破 紅蓮螺巖           | 分鏡製作（15話） |
| 吊帶襪天使                  | 分鏡製作（18話） |
| 雙斬少女                    | 分鏡製作（14話） |
| 小魔女學園                  | 分鏡製作（3話·17話） |
| 比翼之吻                    | 分鏡製作（4話） |
| 全金屬狂潮Invisible Victory | 分鏡製作（8話） |

### 錄像動畫
| 作品名稱                      | 職務                                                                    |
| ----------------------------- | ----------------------------------------------------------------------- |
| 乳霜檸檬 第四部分：流行追逐者 | 原畫                                                                    |
| 巴比·斯托克                   | 原畫                                                                    |
| 飛越巔峰                      | 片頭動畫製作 / 原畫（5話）                                              |
| 巴歐來訪者                    | 角色設計 / 作畫監督                                                     |
| 帝都物語                      | 分鏡製作（3話·4話） / 角色設計 / 式神設計 / 作畫監督 / 原畫（3話·4話）  |
| 孔雀王2 幻影城                | 角色設計                                                                |
| 橙路                          | 作畫監督 / 標題動畫製作                                                 |
| 超時空要塞Plus                | 角色設計 / 作畫監督（1話）                                              |
| 美少女電腦戰隊                | 原畫                                                                    |
| 魔法王國的俏皮小公主          | 原話（2話）                                                             |
| Re:甜心戰士                   | 導演（3話） / 作畫監督 / 現場導演 / 原畫                                |
| FLCL                          | 分鏡製作（2話） / 原畫（3話·4話·5話·6話） / 片尾動畫製作 / 實拍素材攝影 |
| 飛越巔峰2                     | 片頭現場導演 / 分鏡製作（5話） / 原畫（3話）                            |
| 夜櫻四重奏                    | 分鏡製作（2話）                                                         |

### 劇場動畫
| 年份   | 作品名稱                          | 職務                                                                                      |
| ------ | --------------------------------- | ----------------------------------------------------------------------------------------- |
| 1985年 | 小金毛劇場版                      | 原畫                                                                                      |
| 1985年 | 光子帆船星光號：奧丁              | 原畫                                                                                      |
| 1986年 | A子計劃                           | 原畫                                                                                      |
| 1987年 | 王立宇宙軍～歐尼亞米斯之翼～      | 原畫                                                                                      |
| 1987年 | 紫氏部 源氏物語                   | 原畫                                                                                      |
| 1997年 | 新世紀福音戰士劇場版：死與新生    | 「DEATH」篇導演 / 分鏡製作 / 作畫監督 / 原畫                                              |
| 1997年 | 新世紀福音戰士劇場版 Air/真心為你 | 視覺水景師（26話） / 分鏡製作（25話） / 原畫（25話·26話）                                 |
| 2007年 | 福音戰士新劇場版：序              | 導演（A部分） / 原畫                                                                      |
| 2009年 | 福音戰士新劇場版：破              | 導演（B部分和C部分） / 原畫                                                               |
| 2012年 | 福音戰士新劇場版：Q               | 導演 / 分鏡製作 / 概念分鏡 / 原畫                                                         |
| 2014年 | 宇宙戰艦大和號2199 星巡的方舟     | 原畫                                                                                      |
| 2019年 | 普羅米亞                          | 分鏡製作                                                                                  |
| 2021年 | 新·福音戰士劇場版𝄇                | 分鏡製作企劃 / 概念分鏡 / 原畫 / 虛擬攝影指導 / 動作場景虛擬攝影師 / 「水下畫面」攝影協助 |

### 網絡動畫
- 2015年 《卡帶女孩（カセットガール）》（日本動畫人展覽會）——分鏡製作

### 真人電影
| 年份   | 作品名稱     | 職務                                            |
| ------ | ------------ | ----------------------------------------------- |
| 1998年 | 愛與時尚     | 友情副導演                                      |
| 1999年 | 加美拉1999   | 導演                                            |
| 2001年 | 24人的加藤愛 | 助理導演                                        |
| 2002年 | 流星課長     | 助理現場導演 / 分鏡製作                         |
| 2004年 | 甜心戰士     | 導演助理 / 分鏡製作                             |
| 2016年 | 新·哥斯拉    | 故事板製作 / D組導演 / 攝影 / 錄音              |
| 2022年 | 新·奧特曼    | 助理導演 / 分鏡製作 / 攝影 / 動作場景虛擬攝影師 |

### 脚注
1. ↑  以“摩田龍之”署名。
2. ↑  以“圓瀨克英”署名
3. ↑  以“雷貓開場動畫”署名。
4. ↑  以“沙那芭美智”署名。
5. ↑  分別以“沙那芭美智”和“青田和真”署名第1話和第4話作畫監督。
6. 1 2  以“夷倭世”署名作畫監督

### 出典
1. 1 2 3 4 5 6 7 8 9 10 11 12  庵野秀明 (编). . 東宝株式会社(貢獻人). Kabushiki Kaisha Karā. 2016: 341–343. ISBN 9784905033080. OCLC 969768543.
2. ↑  堀田 2005，第96頁.
3. ↑  . Khara.   [2025-06-13].
4. ↑  堀田 2005，第116-117頁.
5. ↑  堀田 2005，第266頁.
6. ↑  庵野秀明. 竹熊健太郎（日语：竹熊健太郎） , 编. . 東京都: 太田出版. : 172–173. ASIN 4872333160. ISBN 9784872333169. OCLC 71809315.
7. ↑  . 映画.com（日语：映画.com）. 2022-05-12  [2025-06-13].

### 文獻
- 堀田, 純司; GAINAX. . 東京都: 講談社. 2005. ISBN 9784063646436. OCLC 61760604.

## 外部連接
- 摩砂雪在互联网电影资料库（IMDb）上的資料（英文）
- 摩砂雪在豆瓣上的资料（简体中文）